# Monumenti di Tagliacozzo

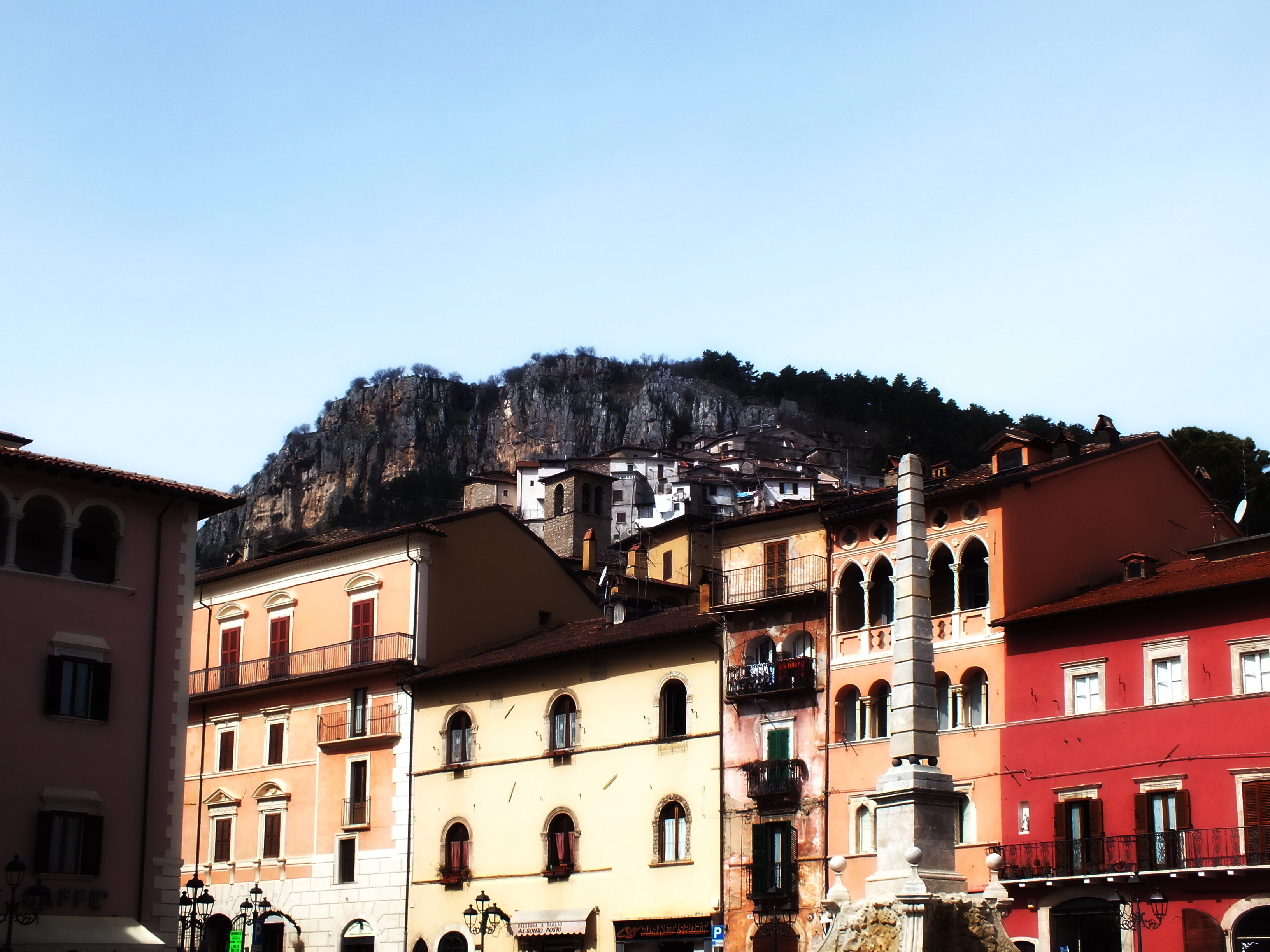
Piazza dell'Obelisco

I monumenti di Tagliacozzo sono le chiese, i palazzi, i castelli e altri edifici di pregio del centro storico, oltre ai monumenti situati nelle contrade o nei borghi montani, come il santuario della Madonna dell'Oriente, i resti del castello di Tremonti e della rocca che dominano dall'alto la cittadina marsicana.
Il centro storico si inerpica alle pendici del monte Civita, dove si trovano i resti della rocca medievale a quattro bastioni. Attraverso la via per Cappadocia si lambiscono le chiese del Soccorso (presso l'accesso occidentale di Porta Romana) e di Sant'Egidio, provvista di una via Crucis, raggiungendo la prima parte del quartiere Castello, dove si trova la chiesa di San Nicola di Bari. L'accesso delle mura da nord è dato da Porta Valeria. Procedendo verso oriente, si oltrepassano le chiese di Sant'Antonio e San Pietro, raggiungendo il quartiere del Palazzo ducale degli Orsini, il cuore pulsante di Tagliacozzo, dove si affacciano i monasteri dei Santi Cosma e Damiano delle Benedettine, e di San Francesco d'Assisi. I principali accessi sono dati da Porta San Rocco a nord, e da Porta dei Marsi all'estremo oriente, da dove si entra alla grande Piazza dell'Obelisco, che dal XVIII secolo divenne il fulcro della cittadina. Appena fuori Porta dei Marsi, sorge il Parco delle Rimembranze, presso Piazzale Duca degli Abruzzi, sino al primo Novecento zona periferica.

## Chiese del centro

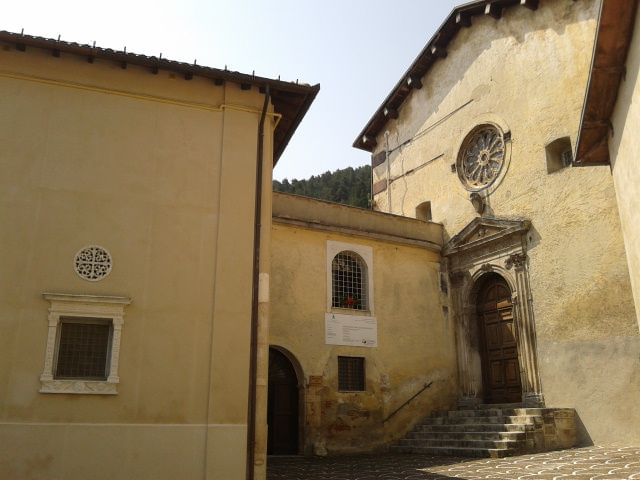
Santi Cosma e Damiano

Chiesa e monastero dei Santi Cosma e Damianosorge nella parte antica del borgo, fu costruito tra l'VIII e il X secolo, essendo la chiesa più antica di Tagliacozzo. Sorge presso l'antica cappella di San Cosmo in Silvis, come è dimostrato dai diplomi carolingi dell'VIII secolo. La prima testimonianza è datata nell'872, quando l'abate di Montecassino Bertario concesse la chiesa al Castaldo Marso di Berardo. Già al tempo di Ottone II di Sassonia (981) la chiesa e il monastero erano stati assegnati ai Benedettini di Montecassino; la chiesa fu ampliata nel 1171, come citato nella bolla papale di Papa Alessandro II (21 gennaio); altre ricostruzioni ci furono intorno al 1238, perché la primitiva sede era stata abbandonata. La chiesa è frutto del rimaneggiamento della metà del XV secolo per volere del conte Giannantonio Orsini, feudatario di Tagliacozzo. Infatti i lavori furono necessari a causa dei disastri del sisma del 1456, venne creata la grande navata unica con le volte a crociera, il portale dell'atrio del 1452, la volta della campata presbiteriale (1541), la campata mediana del 1543 e la torre campanaria del 1564. Con l'avvento dell'arte manierista-barocca, la chiesa subì altri restauri nel biennio 1541-1543, il campanile fu innalzato per interesse dalla badessa Caridonia nel 1564, altri lavori ci furono sino al XVIII secolo. Nel 2001 la copertura è stata consolidata onde evitare infiltrazioni.
La chiesa si presenta come uno dei rari ed eccezionali esempi di monasteri benedettini d'Abruzzo perfettamente conservati, e ancora abitati dalle monache benedettine. Ha un aspetto irregolare, con accesso mediante un muro di protezione con un portale gotico ad ogiva; il portale vero e proprio della facciata è rinascimentale, con un arco a tutto sesto incassato in una cornice a rilievi vegetali e geometrici, con architrave a timpano triangolare, rialzato da sei gradini, articolato da due pilastri ed un arco scolpiti, sia sul prospetto che nella parte interna. Ai lati dell'arco due medaglioni decorati raffigurano i due santi Medici titolari; addossate ai pilastri le lesene con modanature e listelli, i capitelli di ordine composito; su di essi si imposta la trabeazione con architrave liscio e fregio riccamente decorato.

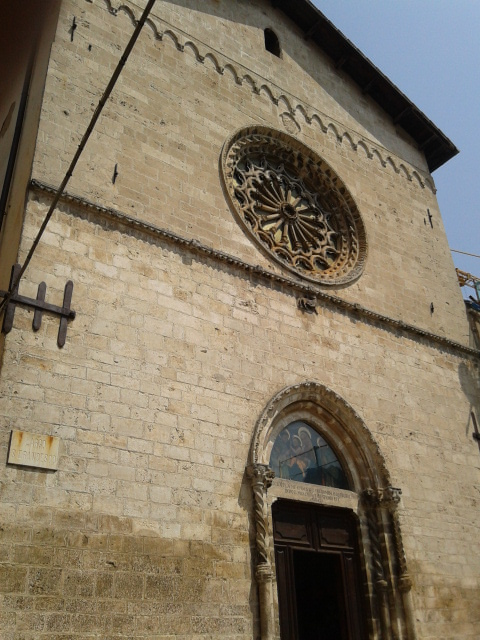
Facciata del monastero di San Francesco

Il frontone di ornamento è spezzato, aggettante ai lati, il timpano ospita un altorilievo. In asse nella parte superiore di facciata c'è il rosone medievale a vetri policromi, suddiviso da 12 colonnine a raggiera con archetti a tutto sesto. Il campanile quadrangolare si trova sulla destra, con prospetto in conci irregolari di pietra, decorato nella cella campanaria da bifore a tutto sesto. La pianta della chiesa è longitudinale, divisa in tre campate da archi a sesto acuto, coperte da volte a crociera costolonate. L'ultima campata a terminazione absidale, manca del braccio sinistro del transetto, chiuso e inglobato nel monastero, modificando così la croce latina della pianta. L'interno presenta carattere decorativo barocco, per gli interventi del XVIII secolo: ciò è visibile nei fasti delle cornici delle cappella a stucco laterali, e nel'altare che mostra un pregevole tabernacolo ligneo dorato con all'interno l'icona del Volto Santo di Cristo. Il monastero è inoltre famoso per i mostaccioli confezionati dalle monache, che vendono attraverso la ruota dell'edificio.

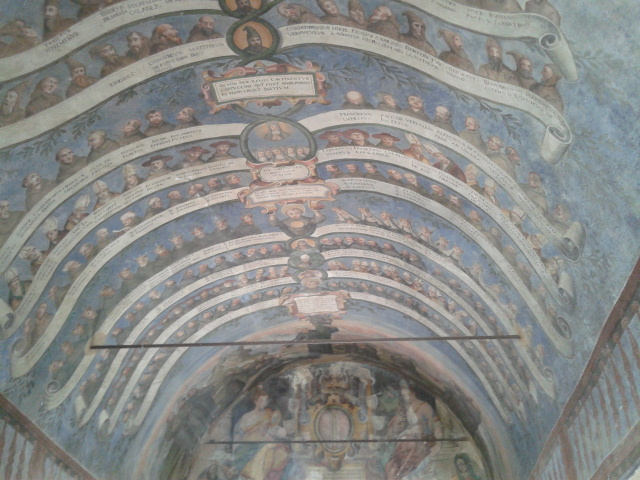
Il coro dei Francescani, chiesa di San Francesco

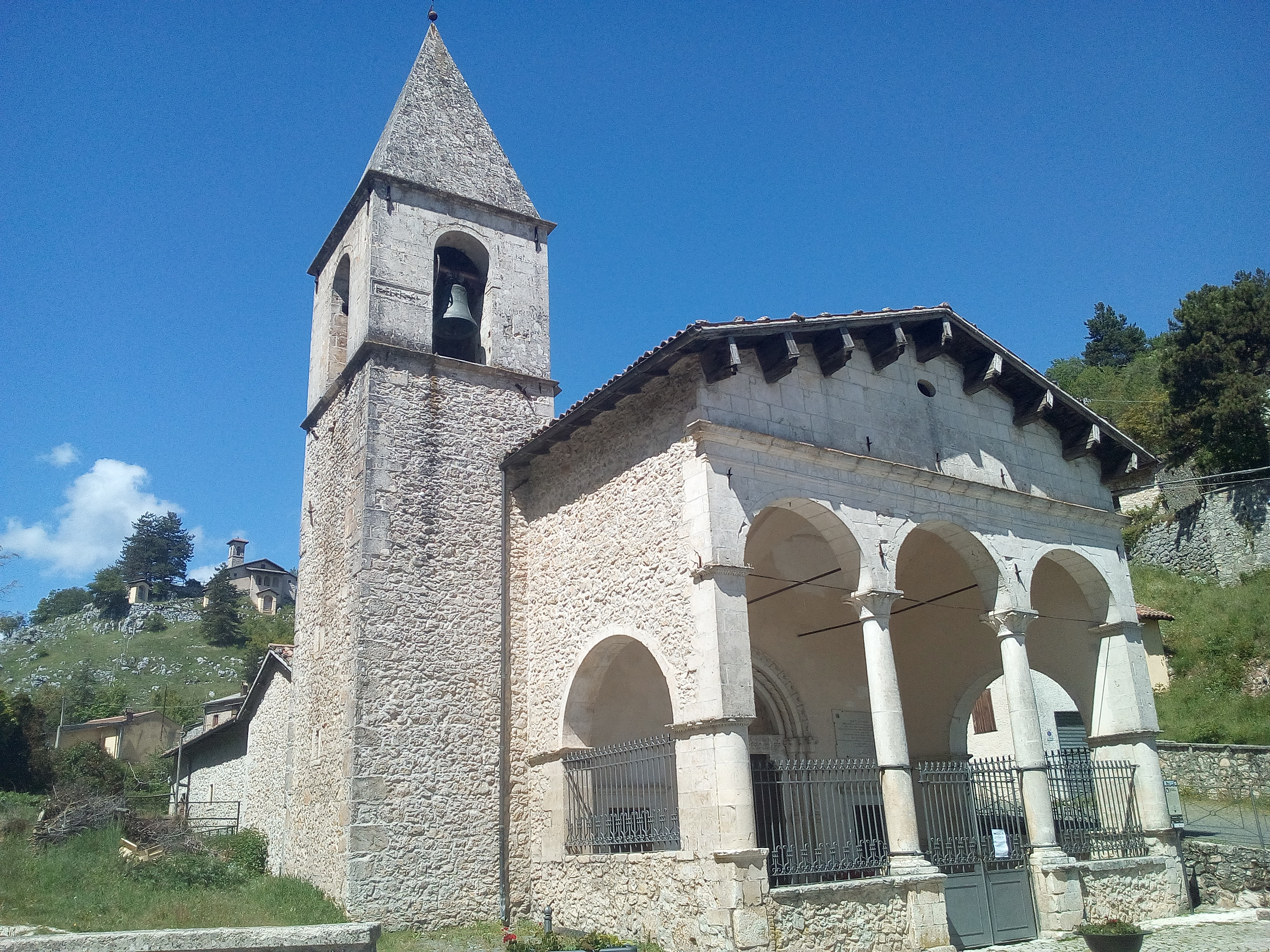
Chiesa del Soccorso

Convento di San Francesco d'Assisiè sul piazzale di via Tommaso da Celano, la prima costruzione risale al 1270, nel 1450 ci furono ampliamenti. Muzio Febonio sostiene che Giovanbattista Orsini ampliò la chiesa in epoca rinascimentale, portandola all'aspetto attuale dopo il restauro del 1937. Il convento fu restaurato nel 1592-1692, con l'erezione del chiostro riccamente affrescato; nell'epoca barocca invece la chiesa fu trasformata con lo stile in voga, anche se tutto ciò è stato rimosso nel 1937 per riportare l'edificio all'aspetto medievale. Nel 1809 il convento fu soppresso e adibito a uffici comunali e scuole elementari; ciò portò anche alla dispersione di varie opere d'arte, e della biblioteca francescana, in parte raccolta a Celano, in parte suddivisa in altri monasteri fuori Abruzzo. Dopo i restauri degli anni '60 che hanno definitivamente riportato la chiesa allo stil medievale, nel 2010-11 il pavimento in pietra è stato rifatto: ha navata unica con archi trasversali ad ogiva, diviso da tre campate voltate a crociera, con costoloni ricadenti su colonnine. Il coro leggermente rialzato è quadrato con volta a crociera, aperto a nord-ovest verso un ambiente suddiviso in quattro campate irregolari voltate, i cui costoloni ricadono sul pilastro centrale. Nella facciata medievale, coronata da tetto spiovente, si aprono il portale ogivale gotico e un elaborato rosone a raggiera, divisi ambedue da cornice marcapiano. All'interno della chiesa sono conservate le spoglie del Beato Tommaso da Celano, primo ufficiale biografo di San Francesco d'Assisi, poi una tavola del XV secolo della Madonna col Bambino e Santi, un Crocifisso ligneo cinquecentesco, un dipinto di Sant'Antonio di Padova che salva Tagliacozzo dalle truppe del viceré; gli altari laterali sono barocchi; il convento invece conserva un Messale miniato del XIII secolo, si sviluppa attorno ad un chiostro quadrato con portici su quattro lati, decorati da lunette e affreschi del XVII secolo, ritraenti le storie della vita di San Francesco. Invece il coro, ugualmente affrescato, mostra la storia dei padri superiori del convento.
Chiesa di Santa Maria del Soccorsoè posta all'estremità occidentale del centro storico, fuori Porta Romana. Risale al 1115 ca., citata nella bolla papale di Pasquale II il 25 febbraio, dove conferma al vescovo dei Marsi Berardo il possesso di varie chiese della provincia, compresa "Santa Maria in Furca", così denominata all'inizio, poiché posta nel passaggio presso il Monte Civita. Nel 1495 ci sono ampliamenti e trasformazioni, come reca l'iscrizione del portale rinascimentale a motivi vegetali, con presso la lunetta l'affresco della Madonna col Bambino tra angeli e cherubini. Il pronao di accesso venne rifatto nel 1542, come riporta l'iscrizione latina, precisando che la chiesa già portava la denominazione attuale. Il tetto è stato rifatto nel 1980; la chiesa si compone di una pianta rettangolare a navata unica con due modesti corpi sporgenti, uno circolare e l'altro rettangolare, e con il campanile quattrocentesco aggiunto, a pianta quadrata, insieme al portico di accesso ad archi. La parte posteriore della navata unica era il primo nucleo della chiesa, oggi adibito a sacrestia; la sala invece è del XV secolo, con aggiunte barocche. La facciata principale è a capanna, alla semplice maniera abruzzese, col portico alla base, portale ad arco a tutto sesto con la cornice orizzontale, e un rosone ad oculo in asse.

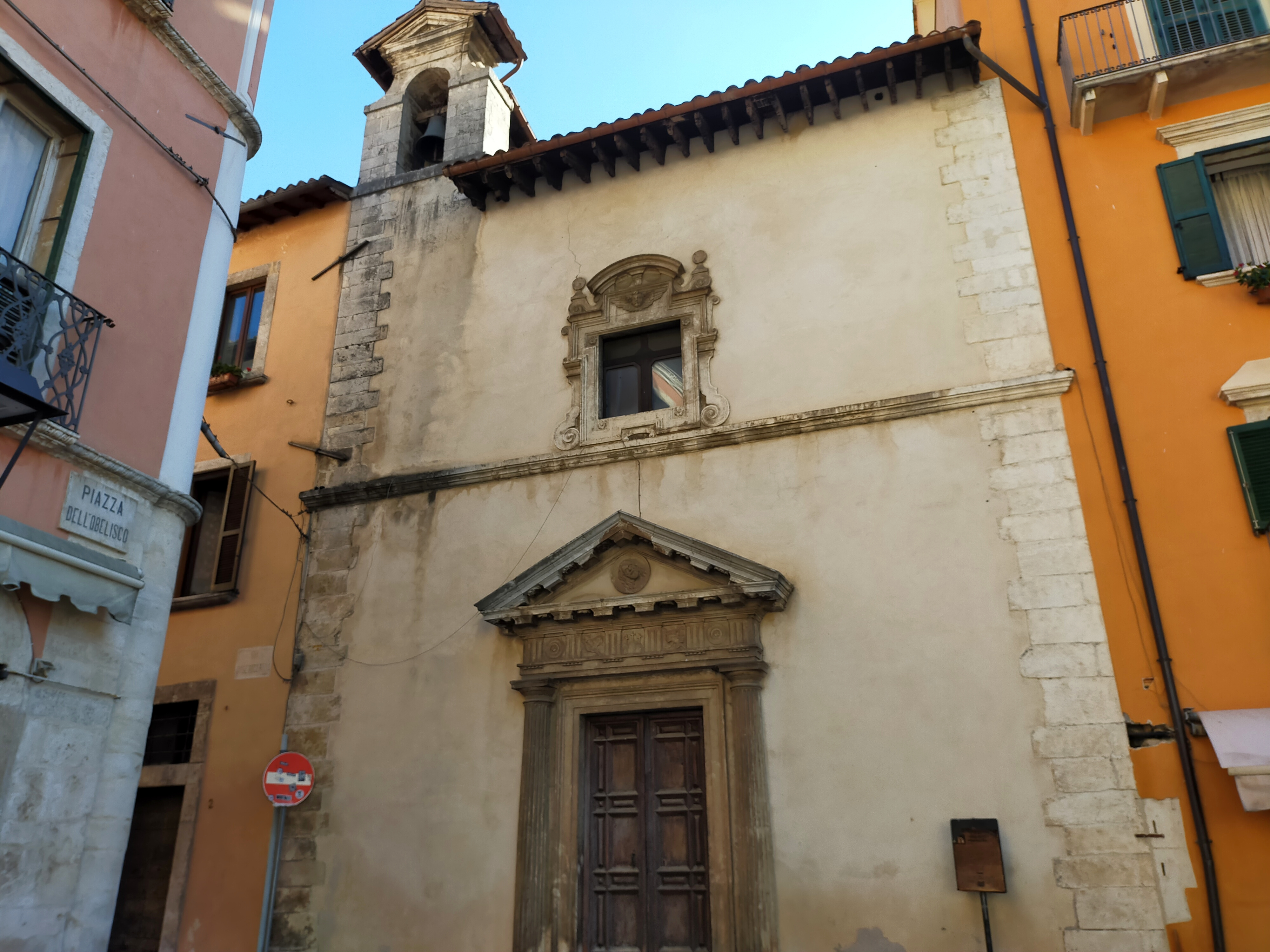
Chiesa della Misericordia

Chiesa della Divina Misericordia o di San Giovanni Decollatocappella privata degli Orsini, sorge in piazza Obelisco. Fu edificata come cappella privata degli Orsini nel XVI secolo, e ristrutturata un secolo dopo, con il rifacimento della facciata nel 1622. Sede della Confraternita della Misericordia, la chiesa ha un bel portale barocco, mostrandone uno anche sul retro, a dimostrazione di come avesse subito grandi rifacimenti, cambiando l'ingresso. La facciata è a terminazione orizzontale, portale inquadrato da colonne scanalate di ordine dorico, poggiante su una lieve cornice marcapiano. Ai lati della facciata cantonali in pietra e sulla sinistra in alto un campanile a vela, costruito nel 1622. L'interno a navata unica ha volta a botte lunettata, decorata da riquadri a rilievo e un affresco centrale della Madonna.
Chiesa di Sant'Egidiosorge accanto alla Porta Romana in via Cappadocia. Molto antica, risalirebbe all'XI secolo, citata da Pasquale II nel 1115, e da Clemente III nel 1188. Faceva parte del villaggio di Vericulae, separato dall'attuale abitato, distrutto poi dai Saraceni nel VII-VIII secolo, e inglobato nella nuova cinta muraria. Non avendo subito particolari rifacimenti nei secoli a venire, nel 2007 è stata ampiamente restaurata. La chiesa ha impianto irregolare rettangolare, la facciata a terminazione orizzontale in pietra rivestita a stucco, con un portale a stipiti e architrave in pietra modanati, e un'apertura strombata in asse, ad oculo. Il campanile è in primo piano in appoggio alla facciata. L'interno ad aula unica voltata a botte lunettata, è ornato a stucco. Una cantoria si affaccia sulla navata, occupando la controfacciata.

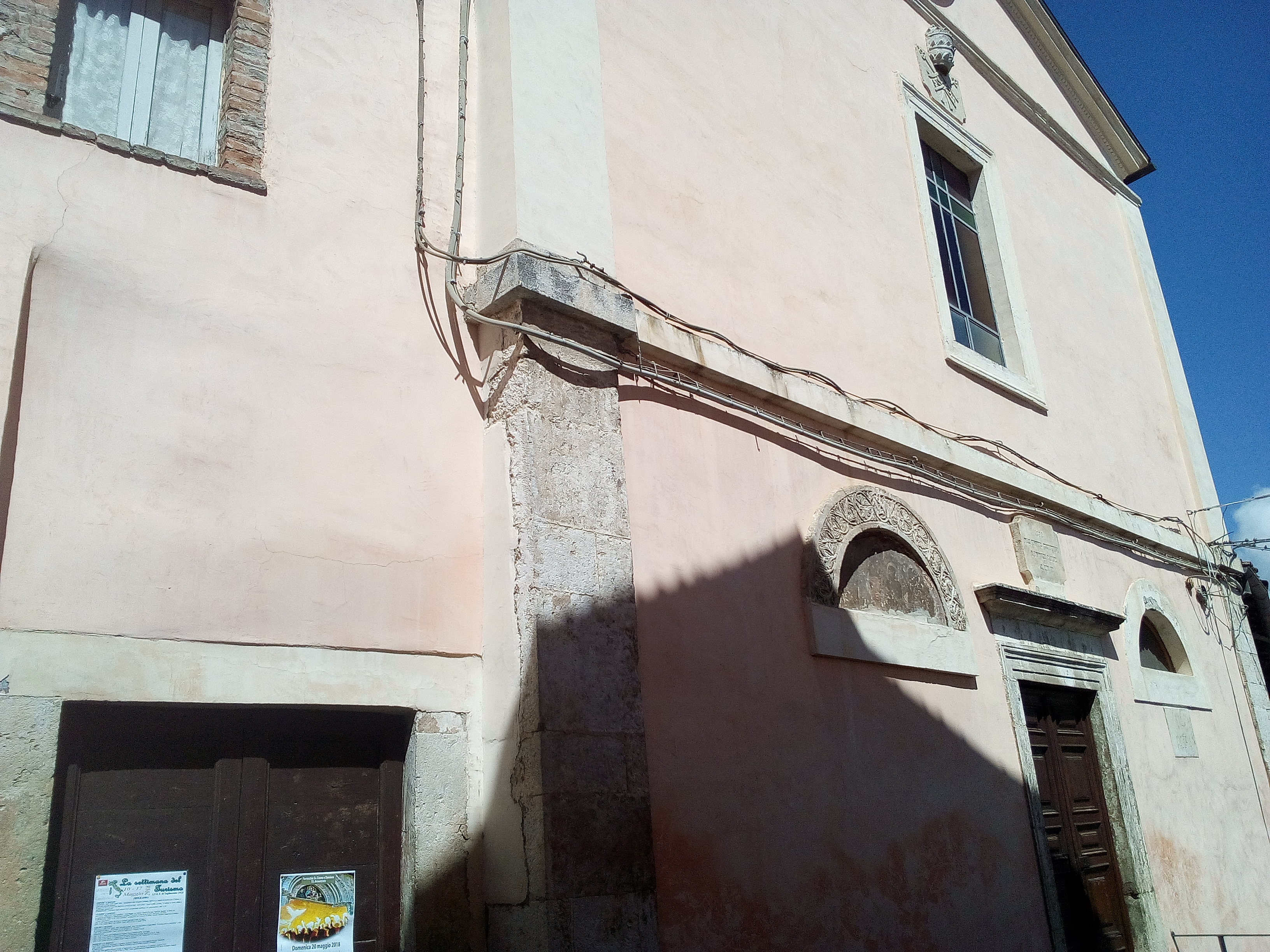
Facciata di San Pietro

Chiesa di San Nicola di Bariè in via Moro Celso, risalirebbe al 1000, edificata dai castellani di San Nicola in Populano, emigrati a Tagliacozzo. La campana posta sul ceppo indica la data 1074, una delle più antiche d'Abruzzo. La chiesa venne ampiamente rifatta nel XVII secolo. Citata da Pasquale II nel 1187 come "san Nicola d'Erce", ha facciata barocca quadrata in conci di pietra regolari, col portale maggiore in pietra a stipiti lisci e una semplice cornice bombata superiore. L'interno è a navata unica con altari laterali e soffitto ligneo a cassettoni decorati.
Santuario della Santissima Annunziatasi affaccia su piazza Duca degli Abruzzi, risale al XVI secolo, come ha testimoniato lo storico Muzio Febonio. Durante la realizzazione fu montato un portale proveniente dalla scomparsa chiesa di San Giovanni, per volere di Roberto Orsini, datato 1375. L'imponente manufatto è la testimonianza di rifacimenti di una piccola cappella con annesso ospedale dei pellegrini, gestito dalla Confraternita dell'Annunziata, che si rivolse ai Padri Domenicani nel 1584 affinché la cappella fosse rifatta. I lavori di sistemazione barocca ci furono nel XVII secolo, una cappella laterale infatti è datata 1693,con la soppressione francese degli ordini, i Domenicani che avevano in gestione la chiesa abbandonarono il convento, che andò al Comune, e adibito a ospedale civile. Nel 1850 il complesso tornò alla confraternita, che continuò a gestire fino ad oggi il sito, con il restauro del 1869 finanziato dalla famiglia Mancini. L'attuale veste della chiesa con l'ultimo restauro è stata riportata il più vicino possibile a quello del XVI-XVII secolo, che però ha eliminato all'interno le decorazioni policrome ottocentesche. Il prospetto è a coronamento orizzontale, organizzato da un portale centrale ogivale in pietra scolpita, articolato da tre colonnine di cui due interrotte da un anello bombato e scolpito, con la parte sagomata a tortiglione ed a spina. L'archivolto è caratterizzato da due costoloni interni ed uno decorato; nella parte interna stipiti e architrave in conci squadrati di pietra liscia. Proviene dalla chiesa di San Giovanni; a sinistra della facciata c'è la torre campanaria a cinque piani, l'interno è rettangolare a navata unica scandita in cinque campate, a terminazione absidale, voltata a botte, cinque altari laterali ricavate da nicchie ad arco. Vi si conserva la sacra icona dell'Annunziata fatta realizzare nel 1850.

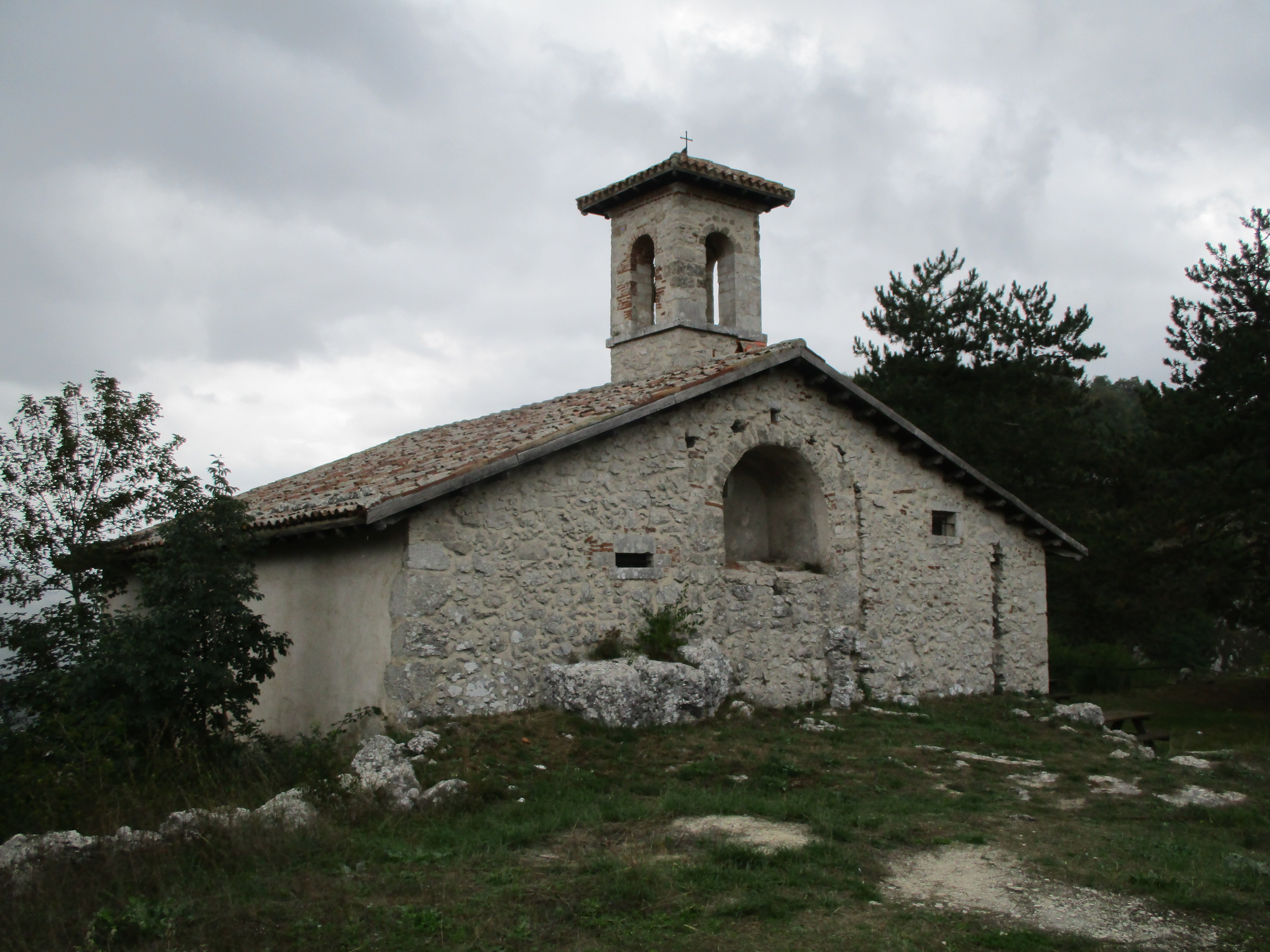
Chiesa del Calvario

Chiesa di Sant'Antonio abatepoco distante da quella di San Nicola, è in via Orazi, risale al 1425 come riporta l'iscrizione del portale. Nel 1792 si hanno altre notizie, quando la chiesa divenne sede della Confraternita dell'Ordine Costantiniano. Nel 1998 il tetto è stato rifatto. La facciata esterna è intonacata, con portale in pietra architravato e sovrastante arco in asse, dove si trova l'affresco della Madonna in trono col Bambino e Sant'Antonio abate. Nella parte retrostante della chiesa spunta il campanile a vela in pietra squadrata a faccia vista, con tre arcate. L'interno è a due navate irregolari scandite da pilastri rettangolari, sormontati da quattro archi, con copertura piana in legno della navata principale, e capriate lignee a vista in quella laterale. L'altare maggiore è posto in fondo, contiene in una cornice a stucco una statua di Sant'Antonio, mentre l'altro altare in stile barocco con decorazioni a putti, contiene una tela settecentesca della Madonna della Congrega.
Chiesa di San Pietroin via Porta Valeria, risale al XII secolo, realizzata dagli abitanti di Santa Croce che erano scappati dal villaggio distrutto dagli Ungari (IX secolo). Viene citata da Clemente III nel 1188 come possedimenti della diocesi dei Marsi, nel XV secolo si hanno trasformazioni, anche nel 1636 con la realizzazione di opere barocche. Nel 1860 viene danneggiata da un incendio e rifatta. La facciata ha un andamento a capanna, inquadrata da due lesene, il portale di ingresso rettangolare è in pietra modanato, con cornice superiore aggettante. Sulla sinistra si trova murato il portale originario ad arco a tutto sesto con la cornice e la lunetta riccamente ornate da motivi vegetali. In asse col portale si trova una finestra sovrastata da un grande bassorilievo dello stemma papale. L'interno è a navata unica voltata a botte, con l'abside finale rettangolare, articolato da campate e da nicchie laterali per gli altari.
Chiesa del Calvariosi trova sotto la mole del grande castello di Monte Civita, ultima tappa di un percorso penitenziale di icone della via Crucis. Fu edificata nel 1702 sopra una preesistente cappella, per interesse di un eremita del monastero di Santa Maria d'Oriente. Nel 1733-43 la chiesa raggiunse l'attuale aspetto, con nuovi vani, la sagrestia, il campanile, la costruzione del pronao di accesso, il percorso della via Crucis, che parte dalla chiesa del Soccorso. L'esterno si presenta con facciata a capanna intonacata, con tetto spiovente, mentre gli altri tre prospetti e il campanile a torre sono in pietra calcarea, lavorata a faccia vista. Sul prospetto le rampe di accesso immettono al pronao ad arcate in muratura, il portale presenta un architrave in pietra con decorazioni. L'interno molto semplice ha navata unica con volta a botte, tracce di affreschi barocchi. L'abside è divisa dall'aula da arco trionfale, ed è affrescata con la Deposizione dalla Croce del 1710. Gli ambienti laterali conservano cappella, con volta a padiglione; si nota sul pavimento una scala, che conduce alla cripta con l'ossario dei morti.
Chiesa della Madonna della Stellain via Madonna dell'Oriente, risale al 1515 circa, anche se nel XVII secolo subì restauri e ampliamenti. Nel 1886 è menzionata per il cattivo stato di conservazione, usata come covo di banditi. Nel 1890 ci sono stati interessanti restauri che ne hanno consentito la fruibilità, con il rifacimento degli stucchi e la tinteggiature degli ambienti. La facciata è semplice e classica, composta da due ordini sovrapposti di lesene in pietra, separati da una trabeazione e delimitati in alto da una cornice. Al centro il portale costituito da stipiti e cornice, in appoggio l'archivolto a sesto acuto ribassato, tutti modanati e decorati. Ai lati due piccole finestre incorniciate in pietra liscia; la pianta interna rettangolare è a navata unica, divisa in tre campate, di diversa dimensione, con abside semicircolare. Una trabeazione collega i pilastri, che scandiscono le pareti sulla quale poggiano volte a botte; nella prima e terza campata a padiglione con unghie e affrescata in quella centrale. L'insieme ha caratteristiche decorative ricche e ornate del XVII secolo, di stucchi e fregi dipinti.

## Chiese e santuari del territorio

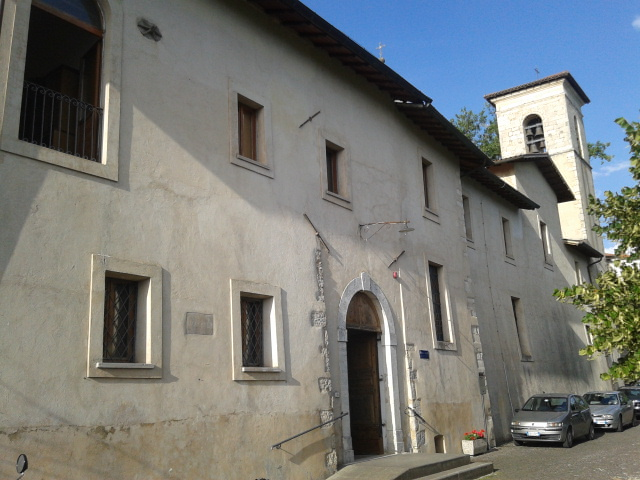
Ingresso al santuario dell'Oriente

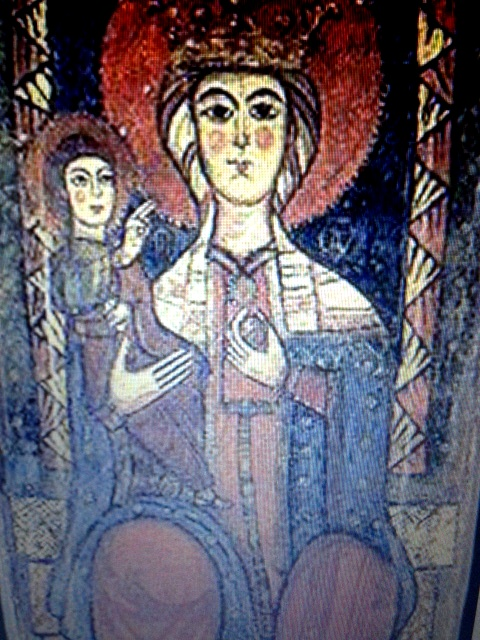
Icona della Madonna dell'Oriente

Santuario della Madonna dell'Orientela chiesa, situata in località Oriente di Sfratati, viene citata per la prima volta nel XIV secolo, anche se le origini dovrebbero essere più antiche (XIII sec?). Secondo la tradizione, l'icona sacra bizantina della Madonna fu portata via da Costantinopoli dalla furia iconoclasta di Leone III Isaurico, e giunta in Italia. La chiesa vera e propria venne rifatta nel 1688-1742, consacrata dal vescovo Domenicantonio Brizi, come testimonia l'iscrizione sulla lapide della parete sinistra della navata. Nell'Ottocento ci furono altre trasformazioni, la volta centrale, la cupola presbiteriale, e gli archi laterali dove sono incassate le cappelle furono rialzati. Nuovi lavori ci furono nel 1931 dopo i danni del terremoto di Avezzano del 1915: i lavori demolirono l'abside e il coro per rifarle daccapo, le volte delle navate furono sostituiti da soffitti piani, le piccole finestre furono diminuite e allargate, la cupola venne rialzata, venne realizzata la nuova cantoria. Il complesso oggi si mostra diviso in due distinti corpi di fabbrica trasversali tra loro, la chiesa con asse a nord-ovest a pianta rettangolare irregolare, e il convento a pianta rettangolare. L'interno della chiesa è diviso in tre nvata eda pilastri cruciformi con abside poligonale. L'irregolarità della pianta nasce dalla navata sinistra che risulta più stretta vicino all'abside e molto più larga all'ingresso, mentre la nave centrale e quella destra sono regolari. In ciascuna navatella ci sono due altari dei quali gli ultimi due sono preceduti da arco trionfale. Dure coretti laterali e prospiciente la navata centrale definiscono il discorso compositivo della zona absidale, mentre sulle pareti superiori della navata sono dipinte scene di vita di San Francesco d'Assisi. L'altare è stato rifatto, e conserva l'icona sacra bizantina, con la Madonna in trono abbracciata al Bambino.

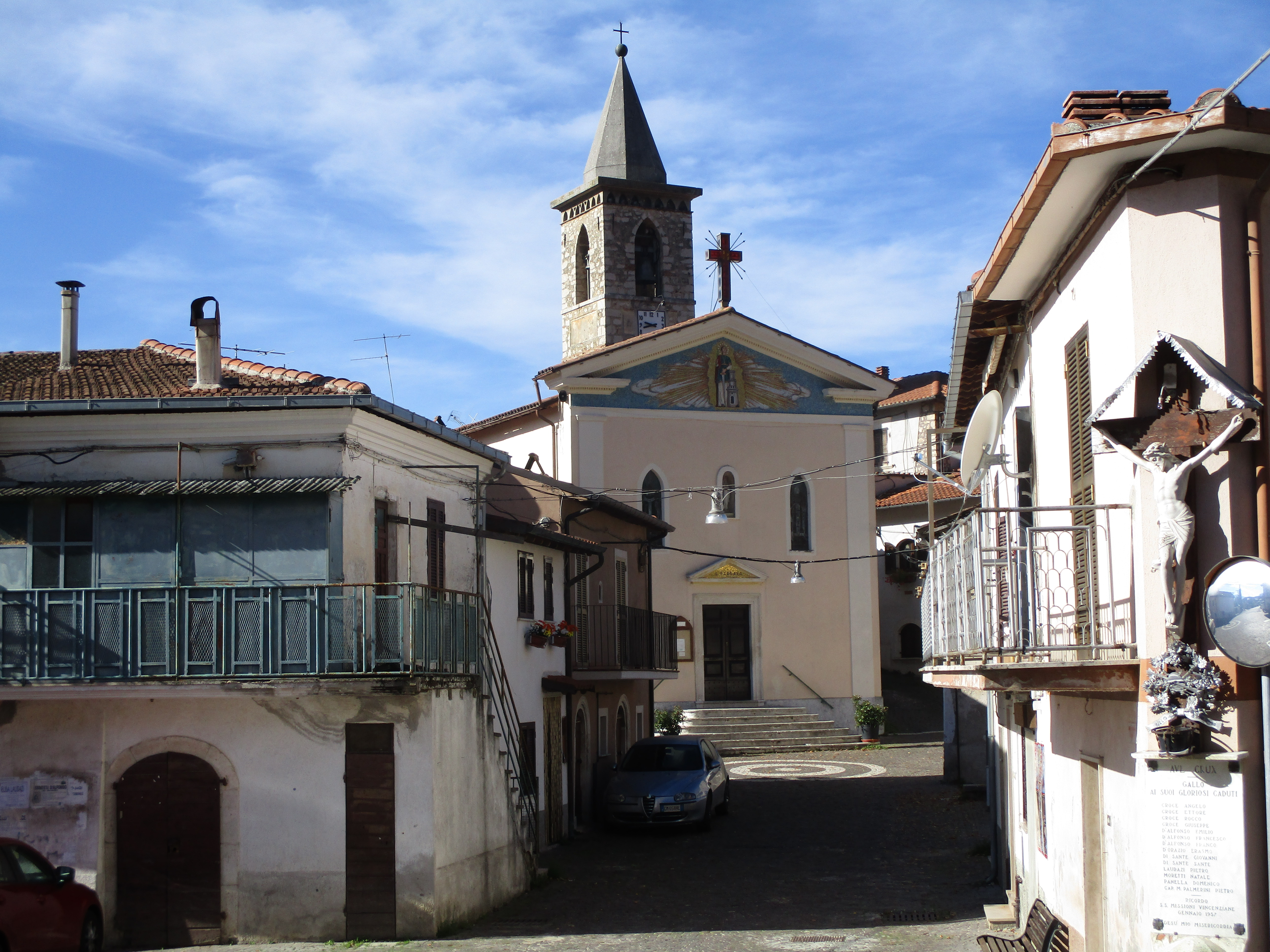
Gallo: Santa Barbara

Chiesa di Santa Barbaranella frazione di Gallo, è stata realizzata all'inizio del Novecento, ha facciata quadrata con timpano superiore triangolare, intonacata e con rilievi decorativi nel timpano. Ai lati due lesene sorreggono la cornice, spezzato, il portale in pietra è posto su una scalinata, sovrapposto un timpano, e in alto una nicchia con la statua della Madonna, affiancata da due aperture a profilo acuto. L'interno è a navata unica, tripartita in tre campate voltate a crociera. Il campanile è a torre, in pietra concia, realizzato alla maniera neogotica, con cuspide finale.

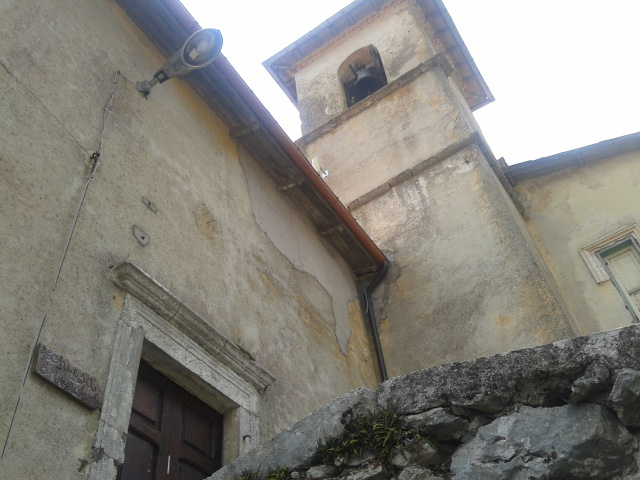
Chiesa degli Angeli, Roccacerro

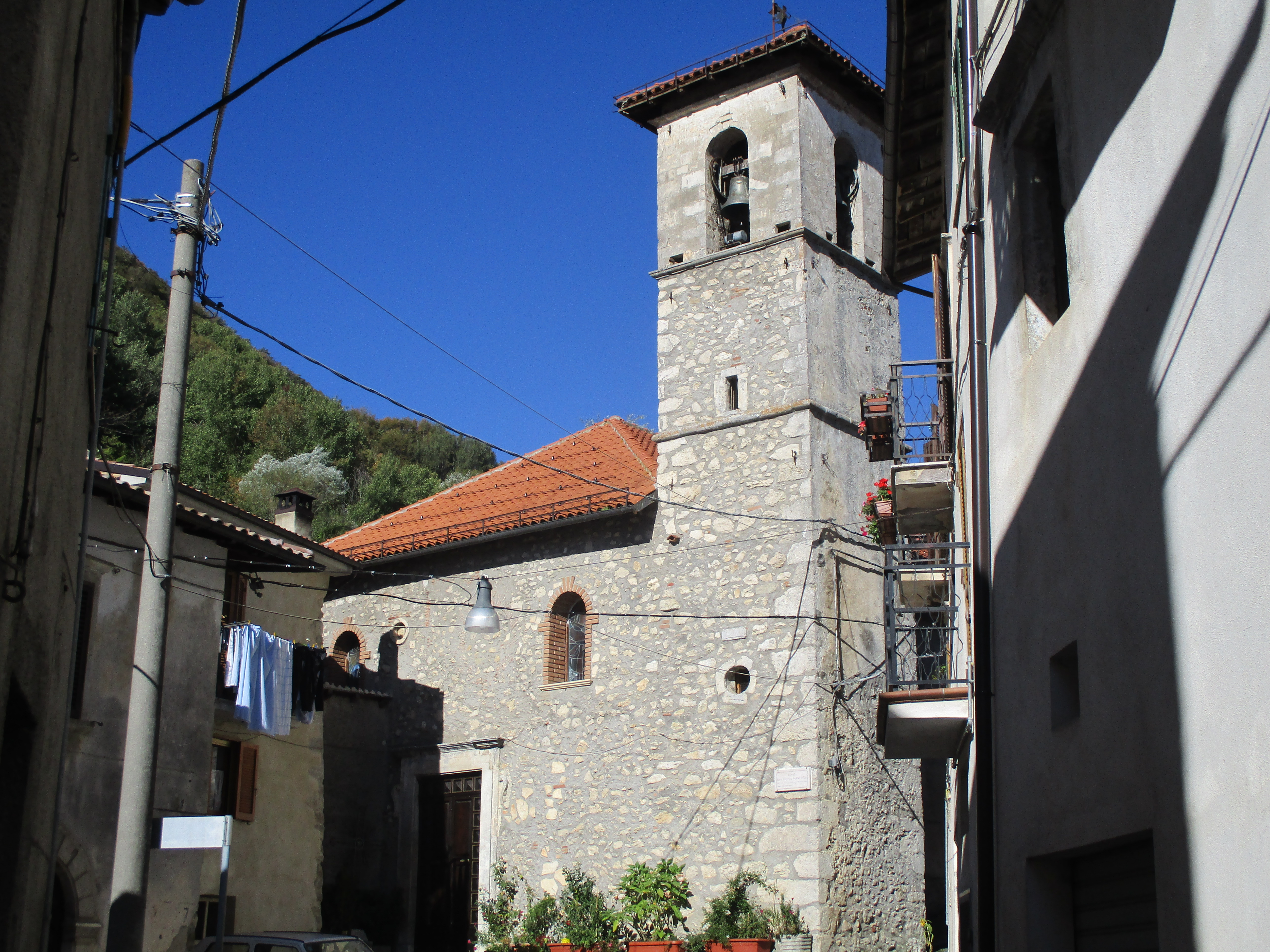
Chiesa di Sant'Antonio a Tremonti

Chiesa di Sant'Ansuinoa Poggio Filippo, fu costruita nel 1750, mostra una facciata a salienti in pietra, portale architravato al centro, con in alto una nicchia rettangolare a timpano semicircolare, ed intorno una modanatura a lesene a capitello ionico. L'interno è a tre navate, divise da pilastri quadrati su cui poggiano arcate a tutto sesto. La navata centrale è coperta con una volta a botte lunettata affrescata. altre decorazioni sono a stucco o dorate.
Chiesa della Madonna delle Grazienel borgo di Poggio Filippo, realizzata intorno al 1750, ha facciata in conci di pietra, tripartita e coronata da frontone triangolare. Nel riquadro centrale diviso da paraste ioniche, c'è il portale costituito da stipiti e archiotrave in pietra modanata, racchiuso ai lati dalle lesene. Sopra il portale c'è un rosone ad oculo, e in alto la nicchia semicircolare. L'interno è a navata unica con altari laterali, decorati a stucco e dorature. La copertura è in capriate lignee.
Chiesa di Santa Maria degli Angelia Roccacerro, è molto antica, anche se nel XVIII secolo fu rifatta ampiamente. Sorge appena fuori dal centro, presso un'altura dove si trovava un castello. Il fronte principale è semplice, tessuto nell'agglomerato preesistente, a terminazione orizzontale: l'ingresso ha stipiti in pietra lineari con la sovrapposizione di una breve cornice. Il campanile laterale è una torre; l'interno ha navata unica, a forma rettangolare irregolare, coperta da soffitto a cassettoni dipinti in lacunari. Altre decorazioni sono a stucco, presso gli altari laterali.

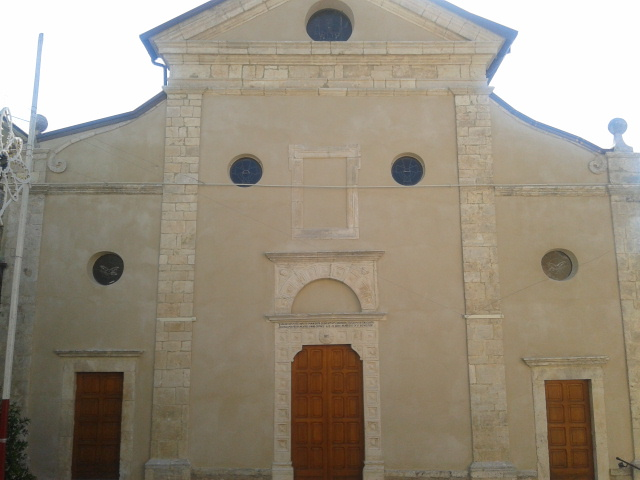
Chiesa di Sant'Erasmo in contrada San Donato

Chiesa di Sant'Erasmonel borgo di San Donato, è molto antica, citata nel 950 come "Santa Maria de Luco" di proprietà dell'abbazia di Montecassino. Nell'XI-XII secolo ci fu la ricostruzione, citata nel 1115 da Papa Pasquale II come proprietà del vescovo dei Marsi, possedimenti confermati da Papa Clemente III tre anni dopo. A causa dei danni del sisma del 1915, la chiesa fu restaurata nel 1926, conservando per lo stile barocco che nel frattempo si era sovrapposto nel XVIII secolo a quello medievale. La facciata è cinquecentesca in stile manierista, a salienti, la parte centrale è definita da lesene in conci squadrati di pietra, sormontata da un'alta cornice con timpano e oculo finestrato centrale, raccordata alle ali laterali da due volute. Il portale centrale in pietra scolpita a riquadri diamantati, è architravato con cornice modanata, sulla quale appoggia un archivolto a tutto sesto, anch'esso in bugnato diamantato, con faccette scolpite nelle lunette laterali, e coronato da una cornice sagomata. Nella parte superiore una finestra cieca riquadrata e rettangolare, con ai lati due oculi finestrati. Nelle ali laterali definite da lesena in conci di pietra con terminazione a pinnacolo, i portali minori sono ornati da cornici in pietra semplice, e oculi superiori a finestra. L'interno è a tre navate con abside finale, ha la navata maggiore coperta da volta a botte lunettata, in appoggio ad arconi a tutto sesto su piloni quadrati
Chiesa della Madonna delle Grazienel paese di Sorbo: viene citata per la prima volta nel 1188 da Clemente III, nel 1319 figurava tra i possedimenti del monastero dei Santi Cosma e Damiano. Nel 1931 ci furono lavori di restauro dopo i danni del terremoto del 1915. La chiesa sorge su un piazzale davanti a una colonna "miliaria" di epoca romana, che segnava il tracciato della vecchia via Valeria: la facciata quadrata è delimitata da due lesene in conci squadrati di pietra, su piccole basi, e con capitelli raccordati da una bassa cornice in blocchi modanati in pietra; è sormontata inoltre da timpano triangolare con oculo finestrato all'interno. Il portale è inquadrato da semplici colonne in pietra, sormontato in alto da arco scultoreo appoggiato su cariatidi, all'interno un'altra nicchia con il dipinto della Madonna. Al di sopra un rosone in pietra modanato, diviso in 8 parti da semplici colonnine raccordate ad archetti. L'interno è a navata unica, con altari laterali, a terminazione absidale, con decorazioni a stucco.
Chiesa di Sant'Antonio di Padovaa Tremonti, è il rifacimento novecentesco di una preesistente danneggiata dal sisma del 1915. Ha facciata in pietra parzialmente coperta da una costruzione addossata sul lato sinistro, il portale in pietra modanato è sormontato da una cornice sagomata aggettante ai lati. A destra si trova il campanile turrito, l'interno ad aula unica ha soffitto piano cassettonato in legno.

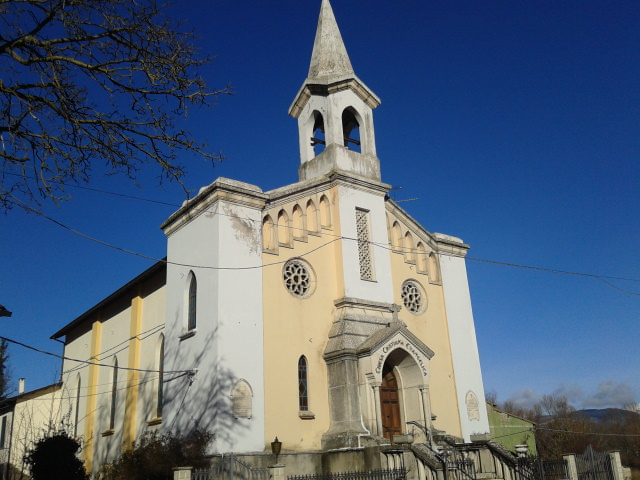
Chiesa cristiana evangelica di Villa San Sebastiano

Chiesa cristiana evangelica di Villa San SebastianoA Villa San Sebastiano, sorge nel 1931, quando il parroco Bernardino Mastroianni si allontanò dal vescovo Pio Marcello Bagnoli. Nominato parroco di San Sebastiano nel 1929, di formazione protestante, il Mastroianni iniziò a raccogliere i fondi per l'edificazione di una chiesa metodista nella parte alta del paese, per cui venne immediatamente rimosso dall'incarico di parroco. I paesani capeggiati da Emilio Gargano si rivolsero agli evangelici dell'America, che finanziarono la costruzione della chiesa, inaugurata nel 1931 con pastore Emanuele Sbaffi. Dal canto suo il vescovo cercò di impedire la proliferazione di questa compagnia con azioni di sabotaggio, ma la situazione si normalizzò nel dopoguerra, con questa compagnia di evangelici protestanti, che oggi è considerata una delle più antiche e più fiorenti d'Abruzzo. La chiesa è costruita alla maniera dei pastori protestanti, in stile pseudo-gotico, con la facciata a capanna a salienti, sormontata in posizione centrale dalla torre campanaria a cuspide. L'interno è privo di icone sacre.
Chiesa di San Rocconel borgo di Poggetello, risale al XVII secolo, eretta dalla popolazione in onore del santo per la protezione contro la pestilenza del 1656. Ristrutturata dopo il terremoto del 1915, ha impianto a capanna, su basamento raccordato da gradini in pietra si attesta il portale rettangolare modanato, sormontato da cornice concava e due piccole apertire rettangolari laterali. Nella parte superiore una finestra a cartiglio in pietra decorata sia nella parte inferiore che in quella superiore: appoggio su mensole poco aggettanti, con al centro un medaglione scolpito ed una targa decorata nella parte sottostante. Superiormente è scolpito un ovale sdraiato raccordato da volute ai lati, a terminazione una cornice modanata aggettante. L'interno è a navata unica, con l'altare affrescato ed un controsoffitto ligneo a cassettoni.

## Castelli e roccaforti

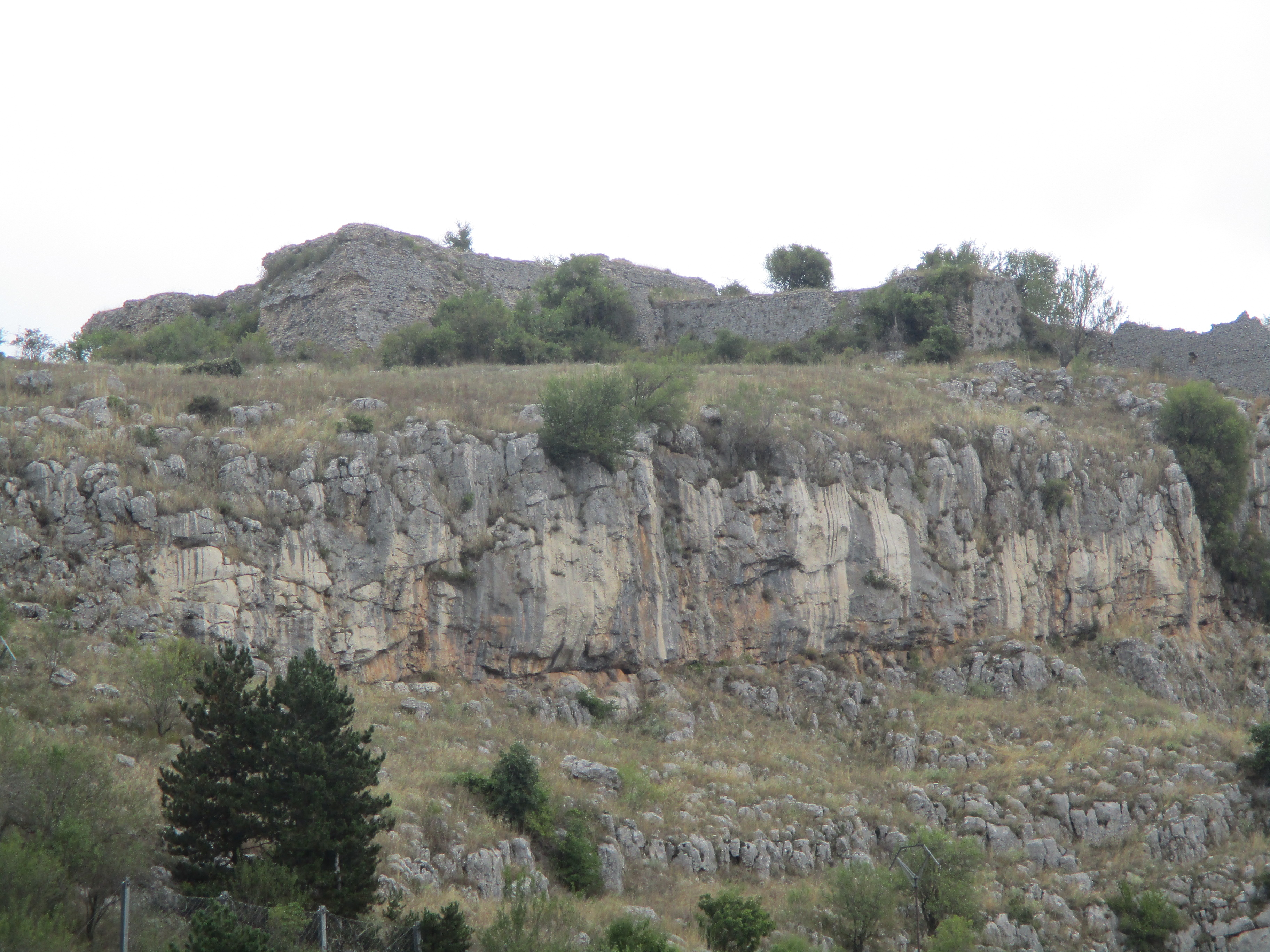
La Rocca

Castello di Tagliacozzosi trova sul monte Civita, e sovrasta la chiesa del Calvario. Venne edificato tra il IX e il XII secolo probabilmente dai conte dei Marsi sul sito di un preesistente oppidum equo. Si sviluppò come una roccaforte che si collegava al paese sottostante con le mura di cinta: il nucleo è costituito da una costruzione quadrangolare orientata ad ovest, con torrioni angolari, mura a scarpa e corte interna scoperta. Ad essa si attaccava una costruzione più bassa che racchiudeva un grande spazio, una sorta di piazza d'armi, estesa sino al ciglio del burrone. Strutture murarie minori orientate a sud-est scendevano sulle balze rocciose verso la chiesa del Soccorso, per bloccare qualsiasi tentativo di penetrazione nemica, mentre a nord-est iniziava il muro che scendeva a valle. Più volte rimaneggiato, soprattutto durante l'epoca aragonese (XV sec.) e successivamente con l'arrivo degli Orsini, il castello nel XVII secolo era in rovina come la cappella di Santa Cecilia, usata dai militari. Il resto della cinta muraria fu inglobata tra le case civili e i palazzi.

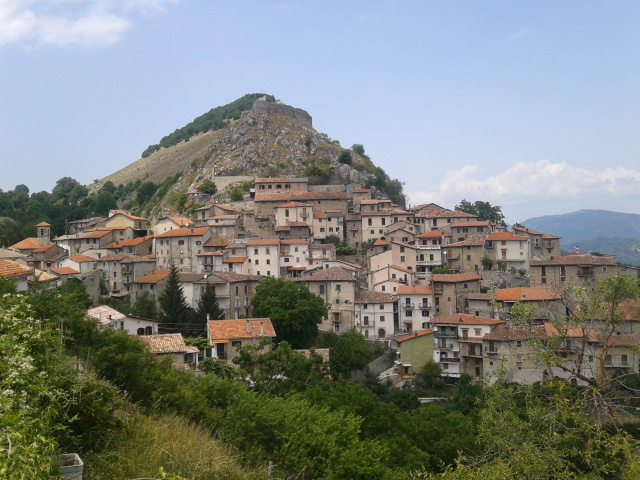
Veduta di Tremonti, in cima il monte col castello

Castello di Tremonti e Castello Pomperanoil primo sorge sull'altura dell'omonima frazione, il secondo sovrasta il borgo di San Donato. Con la Rocca di Tagliacozzo, creavano sin dal IX secolo quel sistema di fortificazioni militari poste in comunicazione visiva per il controllo della vallata. La struttura del castello di Tremonti del XII secolo sorge sopra l'abitato, ha pianta quadrangolare, con una grossa torre centrale quadrata. Il castello San Donato si erge e 1171 metri d'altitudine, meno conservato dell'altro, risalente all'XI secolo, opera dei Conti dei Marsi. La prima menzione risale al 1057, quando i privilegi di Papa Stefano IX al vescovo dei Marsi Pandolfo furono concessi insieme al castrum de Pomperano, ossia il borgo contemporaneo di San Donato. Nel 1067 il castello è nuovamente nominato come residenza di Oderisio II Conte dei Marsi, e viene citata anche l'attuale chiesetta di Sant'Erasmo. Il castello gode di un'ottima posizione strategica, permettendo una piena visuale verso sud sulla valle dell'Imele e sulla via Valeria. Inoltre era collegato visivamente con Castelvecchio di Luppa a nord-ovest, Tremonti e la Rocca di Tagliacozzo a ovest, e Girifalco a sud. La struttura è formata da un recinto fortificato intervallato da torri quadrangolari. In corrispondenza del punto più elevato si trova il maschio con tre torri circolari sugli angoli, e una divisione interna in ambienti, Il tutto è costruito con muratura a doppia cortina, con conglomerato cementizio interno e pezzi di calcare all'esterno. Leggendo le strutture murarie, si capisce che una prima edificazione risale all'XI secolo, e la seconda al secolo seguente, quando venne rinforzata la parte superiore.

## Porte, fontane, monumenti pubblici

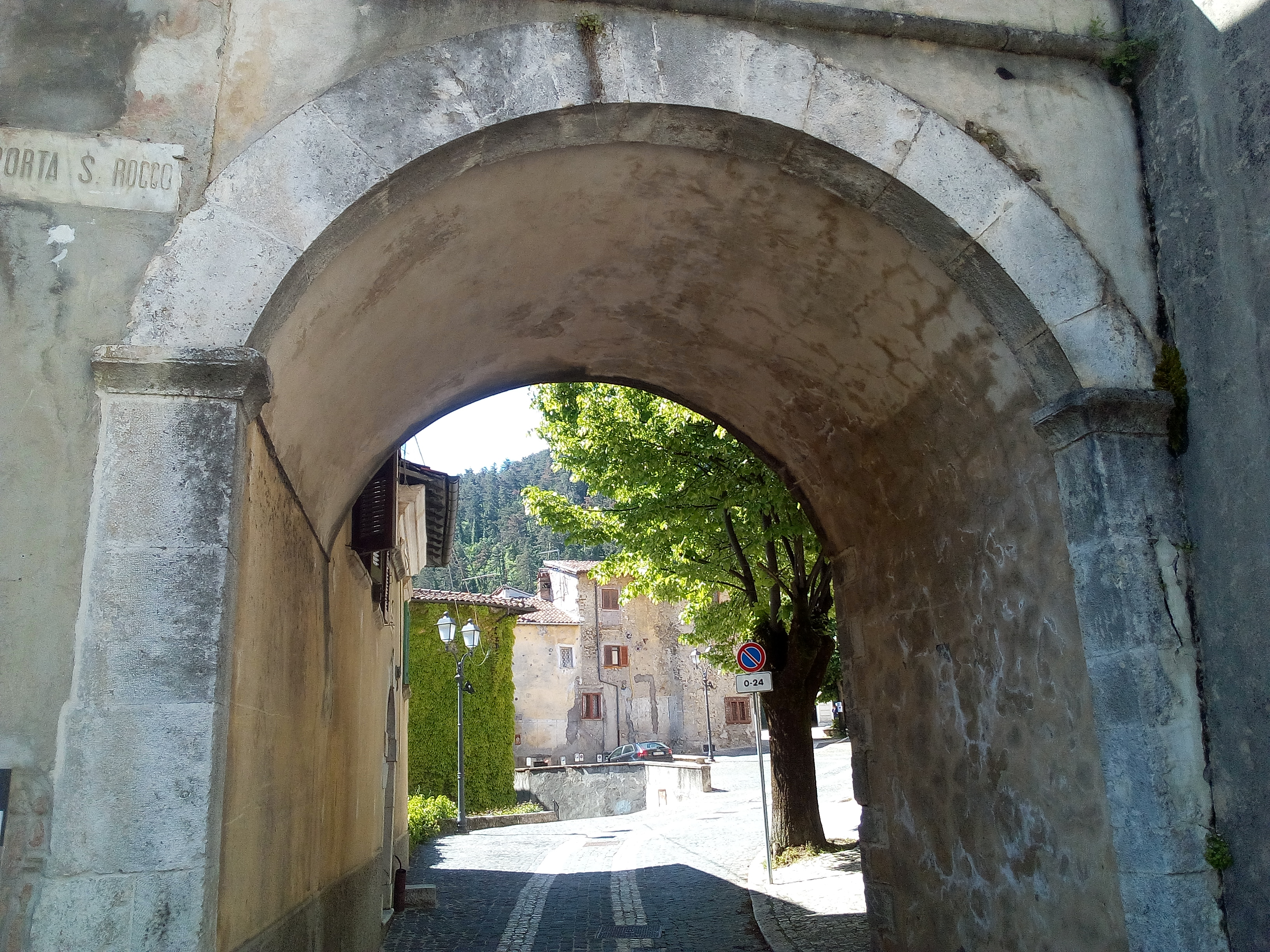
Porta San Rocco

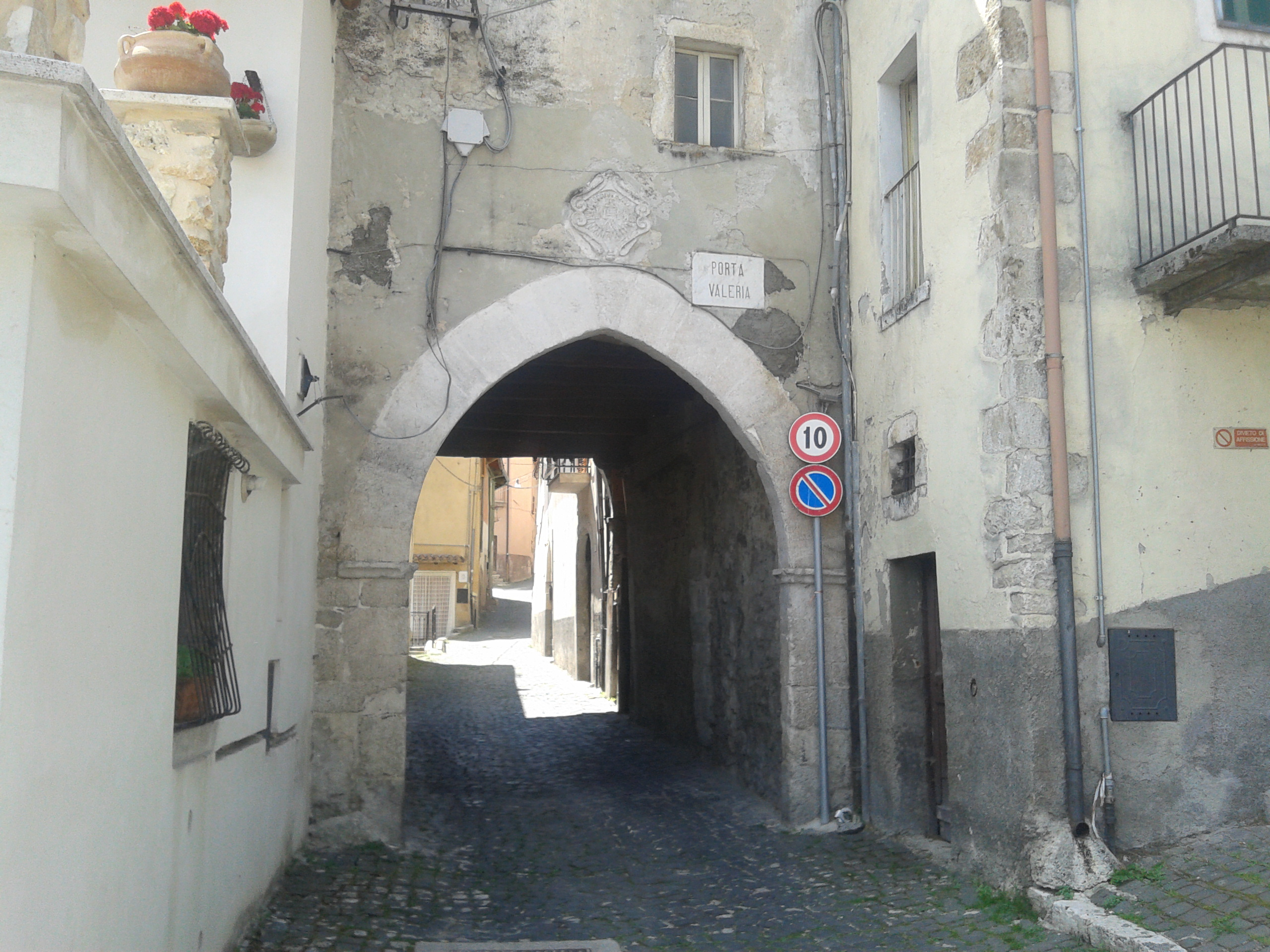
Porta Valeria

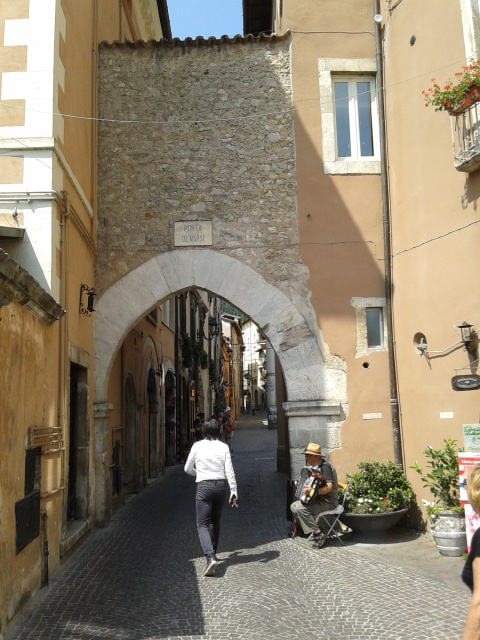
Porta dei Marsi

Le mura di Tagliacozzo comunicavano in una sacca protettiva con la Rocca maggiore, in cima al monte Civita. Nel XVII secolo le mura non vennero più usate a scopo militare, e vennero inglobate nel tessuto edilizio civile, anche se sono ancora leggibili i tracciati, e presenti ancora  5 porte: Porta Romana presso la chiesa del Soccorso, la Valeria all'estremità opposta che conserva il nome per la strada romana che attraversava la Marsica, la Porta di San Rocco (Pulcina), al fianco del Palazzo ducale, e dalla quarta partiva l'ampliamento delle mura realizzate nel XIV secolo da Ladislao di Durazzo; la Porta da Piedi, in dialetto locale "Porta Pee", posta nella parte bassa, è nota come Porta dei Marsi, fa riferimento alla tradizione culturale etnografica, e infine Porta Corazza, dalla parte del fiume Imele nella parte del centro urbano sviluppata al di fuori del vecchio perimetro, raddoppiando in pratica la grandezza della cittadina.
Porta Romanaposta all'ingresso del paese dal piazzale della chiesa del Soccorso, è del XII-XIII secolo, con arco a tutto sesto.
Porta Valeriaposta a nord, ha aspetto ogivale, con la cornice in conci di pietra squadrati, poggiante su piedritti. Molto simile alla Porta dei Marsi.
Porta San Roccoporta di accesso al piazzale del Palazzo ducale, è ad arco a tutto sesto con i conci di pietra squadrati, rimaneggiata nel XV secolo.
Porta dei Marsi o da Piediuna delle più interessanti è accessibile da Largo del Popolo dove si trova una fontana cinquecentesca. La porta è tagliata dalle case civili del XVIII secolo, sovrastata da una torretta in conci di pietra, che è stata molto rimaneggiata. L'arco è a ogiva durazzesco, con conci di pietra per la cornice. Presso l'accesso, da Largo del Popolo, si trova la "fontana di porta dei Marsi". Fu realizzata nel XV secolo, svolgendo il ruolo di punto di passaggio verso il centro della città per dissetare i viandanti e abbeverare le bestie dei contadini; ha un'evidente eleganza, attaccata al muro, realizzata in pietra calcarea a coronamento orizzontale, messo in evidenza da cornice che corre lungo il fronte. Il prospetto principale si compone di cinque segmenti per mezzo di sei lesine con capitello, con al centro di ciascun tratto, costituito a sua volta da blocchi di pietra, decorazioni a forma di stelle e mascheroni da cui sgorgano le cannelle con l'acqua che riempie la vasca rettangolare.
Porta Corazzainglobata nel tessuto abitativo nel XVII secolo, è un modesto arco a tutto sesto in conci irregolari di pietra. In origine doveva essere più ampio, ma la ripavimentazione del piazzale dei secoli che si sono susseguiti l'ha ristretta di altezza.

## Palazzi del centro

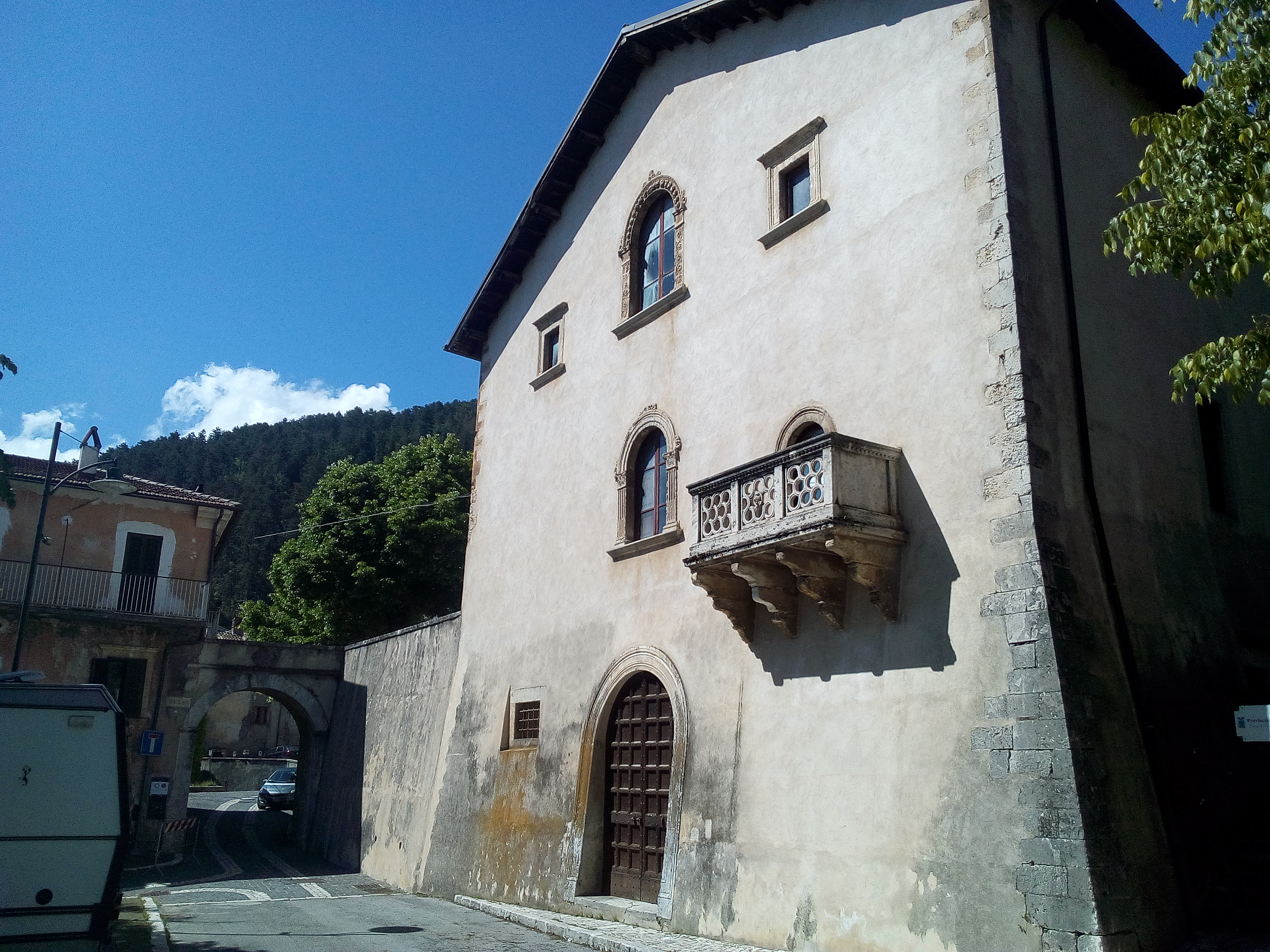
Palazzo ducale, prospetto

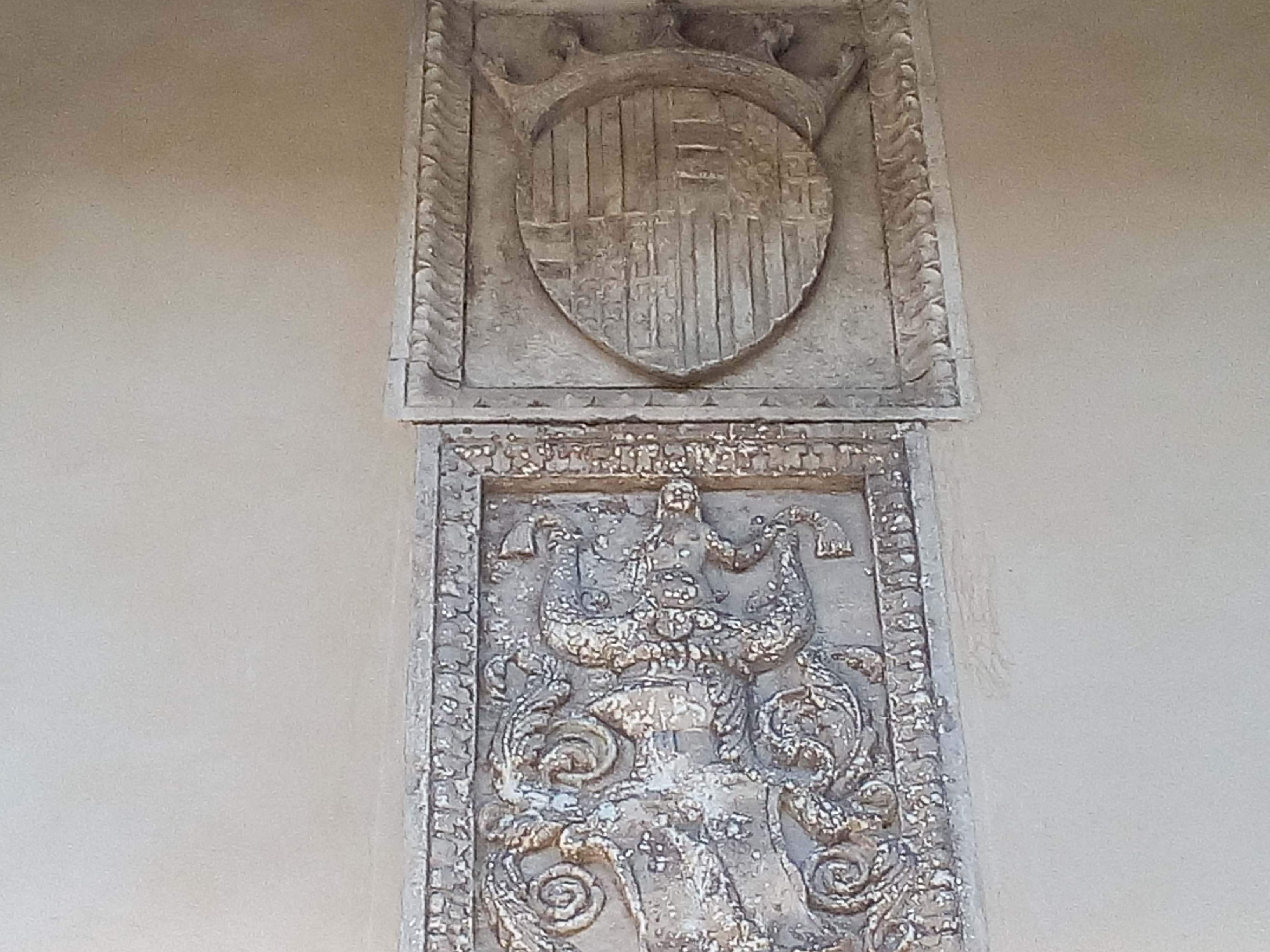
Gli stemmi

Palazzo ducale Orsinifu realizzato alla fine del XIV secolo dagli Orsini, dato che la rocca antica era diventata inservibile. Fu realizzato come sede principesca, e subì rifacimenti nei secoli: l'impianto antico prevedeva un solo piano con il portico alla base. Le finestre del primo piano sono bifore rettangolari, ma risulta evidente che le due di sinistra sono più tarde per la diversità dello stile: la decorazione presente nelle finestre a destra a semplice dentellatura, risulta uguale a quella del portale maggiore, opera di un solo ignoto artista. La seconda fase di edificazione riguarda il XV secolo, per volere del conte Roberto Orsini, che fece innalzare il piano con un secondo, rendendo indispensabile la costruzione di un grande muro a scarpa per ovviare la scarsa struttura portante della muratura originaria, notevolmente allargata per ospitare anche dei cortili e dei giardini; nel XVI secolo, nei primi anni del Cinquecento, i Colonna spodestarono dalla Marsica gli Orsini, e occuparono il palazzo ducale, facendo rimuovere gli stemmi per inserirvi i loro. Le finestre del secondo piano sono diverse da quelle tardo gotiche, sono rinascimentali con archi a tutto sesto e decorazioni di grande finezza e maestria, motivi a candelabra, festoni, formelle e cherubini. Sul lato rivolto in via della Corsia è presente un elegante balcone dal parapetto a cerchi intrecciati, al XVIII secolo risale la rampa di scale che parte dal portale di ingresso. L'interno è ornato da importanti affreschi rinascimentali, che creano un'immagine di residenza ideale in voga in quei tempi, con spazi illusionistici. In un'altra stanza si conserva il soffitto ligneo con i dipinti degli stemmi Orsini.
Palazzo Iacominiin via de' Cordoni, utilizzato come bed & breakfast. Fu fatto realizzato dall'omonima famiglia nel 1665, su ispirazione dei palazzi manieristi di Roma, con ingresso accessibile da un bel giardino, attraverso un portale a cornice bugnata. L'interno è accessibile attraverso uno scalone monumentale che compie dei giri lungo le pareti, ornate a tratti da nicchie con busti dei membri più importanti degli Iacomini. Alcune stanze sono state modificate per ragioni di soggiorno, ma la sala grande conserva ancora mirabili affreschi settecenteschi con motivi classico-mitologici.
Palazzo Mastroddiin via Borgo Nuovo, è un elegante palazzo sette-ottocentesco in stile neoclassico, sempre ispirato alle architetture romane. La facciata è caratterizzata dai due corpi estremi lievemente aggettanti, fasciati da cornice marcapiano, e divisa verticalmente da coppie di paraste a colonna ionica che inquadrano le finestre, alternate a nicchie con statue a motivi mitologici, il tutto intonacato di rosso pompeiano. Dal portale maggiore si accede al chiostro interno con archi a tutto sesto sopra la cui trabeazione si innalza il piano superiore a corridoio coperto, ugualmente ornato da finestre ampie a tutto sesto. Alcune stanze sono state conservate nello stile originario con affreschi, altre modificate, visto che il palazzo oggi è albergo ristorante. Lo scalone di accesso monumentale è degno di nota, in stile neoclassico, con il soffitto voltato a botte lunettata, con motivi geometrici a rilievo di ispirazione borrominiana.
Teatro Taliasorge nella strada accanto al prospetto del Palazzo ducale. In epoca anteriore, all'incirca nel XIII secolo, era il monastero dei Benedettini, dipendente da quello delle Benedettine femmine dei Santi Cosma e Damiano. Il teatro è stato ricavato nel 1832 dal convento soppresso nel 1809. Una sala teatrale esisteva già nel 1686, dopo che il monastero, eccettuata la chiesa, era stato soppresso da Papa Innocenzo X. La sala teatrale è costituita da una platea con 83 poltrone, e da tre ordini di palchi per un totale di 38, con numero di posti pari a 124. Al servizio della sala a ferro di cavallo è dedicato un ampio foyer posto al livello del secondo ordine di palchi, al quale si accede da doppia scalinata. Il palcoscenico ha una superficie di 100 m², provvisto di sipario, del primo e del secondo arlecchino.

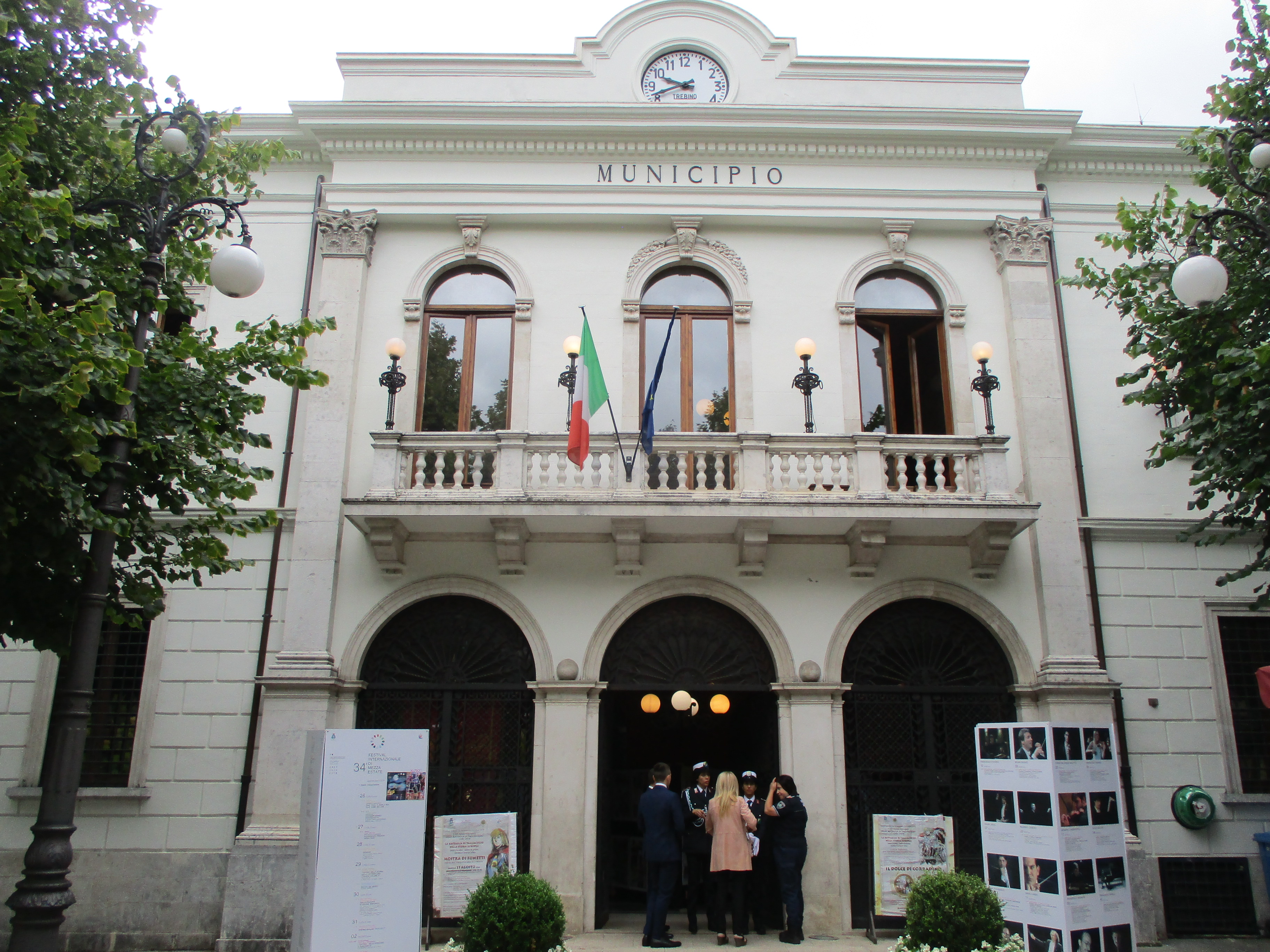
Il palazzo Municipale

Palazzo Rotain Piazza Argoli, è del XVI-XVII secolo, a corpo rettangolare, con la facciata scandita da ordine regolare di finestre architravate, disposte sui due piani superiori quello di base, che ha le aperture ad arco a tutto sesto molto più grandi per le botteghe, fasciate in bugnato, come il portale principale, disposto in maniera non centrale, fasciato da cornice a bugnato squadrata.
Palazzo comunalearchitettura ottocentesca in stile neoclassico.

## Piazze

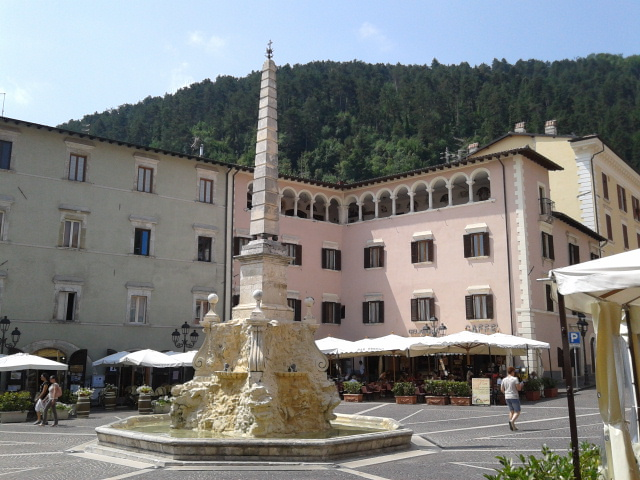
Piazza dell'Obelisco

### Piazza dell'Obelisco
Si trova in posizione decentrata rispetto alla conformazione dell'intero nucleo storico, più rivolta a valle, accessibile mediante Porta dei Marsi. Accedendovi da Piazza Argoli, si trova la mole della fontana dell'Obelisco, inaugurata nel 1825: lo spazio attuale è frutto di rifacimenti di più piazzette accostate, una allungata e una quadrata, al centro della quale si trova la fontana ottagonale. Al suo interno un elemento scolpito ad immagine di uno scoglio, è stretto in alto da quattro volute formando l'appoggio di base a una pietra sulla quale sono posizionate 4 sfere di ferro. Le sfere sostengono l'obelisco costituito da 16 bugne che culminano in un giglio sostenente una croce. La composizione un po' irregolare richiama vagamente la fontana dei Quattro Fiumi a piazza Navona in Roma, opera di Gian Lorenzo Bernini: il fronte nord-est è caratterizzato da tre edifici civili e dalla chiesa della Misericordia. L'edificio posto ad angolo di Piazza Argoli, faceva parte del palazzo realizzato dalla famiglia Mastoddi, un complesso più ampio che univa al corpo prospiciente la piazza dell'Obelisco, secondo un corpo a forma di "C", che costituiva anche il limite della città.
La chiesa della Misericordia presenta facciata semplice, definita agli estremi da cantonali in pietra. L'accesso maggiore è impreziosito da un portale centrale barocco dal gusto classico, con l'impiego dell'ordine tuscanico con colonne scanalate, un architrave molto basso su cui si alternano triglifi e medaglioni al posto delle metope, un timpano a chiusura della composizione. Di fronte, al nord della piazza si trovano edifici che sono stati trasformati nel XVII-XVIII secolo, come il Palazzo Mancini-Botticelli e la casa Valentini, creati dall'unione di più corpi di fabbrica, mentre altri palazzi si conservano nell'aspetto originario, come la Casa Orsini. In direzione della grande piazza si trovano due abitazioni che conservano l'aspetto vecchio del piazzale con due archi di ingresso alle botteghe affiancate da portale per accedere alla rampa di scale per il piano superiore. Sul fronte opposto emergono due palazzi: Palazzo Gattinara e Palazzo Fallace: il primo ha il portale d'ingresso su Piazza Argoli e presenta sulla piazza Obelisco una facciata unitaria, con i segni della storica costruzione a portico; portico che era presente anche sulla facciata degli altri edifici circostanti, fino a raggiungere la mole di Palazzo Fallace, dove un sotto-portico collega direttamente la piazza con la via Borgovecchio. In aderenza a Palazzo Fallace si trova Palazzo Mancini-Argoli, frutto di più costruzioni riunite, dal gusto neorinascimentale con piano terra in bugnato, mentre al primo una finestra centrale affaccia sul balcone, sormontata da architrave con lo stemma familiare. Le ghiere degli archi sono stati lasciati a vista nella muratura che li ha inglobati ed è possibile leggere un ritmo regolare scandito da due archi maggiori alternati a due archi minori.
Il portico costituiva, continuando lungo l'edificio vecchio delle Poste, la chiusura ad ovest della piazza. L'ideazione la realizzazione della piazza potrebbero risalire alla seconda metà del Quattrocento, a seguito della conferma per Tagliacozzo del privilegio della posizione giuridica di porto franco, e dell'istituzione della fiera annuale. La città si avviò verso un rapido sviluppo economico e commerciale, con conseguente espansione del tessuto urbano, e la realizzazione di una piazza centrale per il mercato. L'elemento costitutivo dell'epoca rinascimentale di queste piazza era appunto il portico in pietra che si svolgeva lungo tutto il perimetro, le cui origini hanno radice nella tradizione del nord Italia

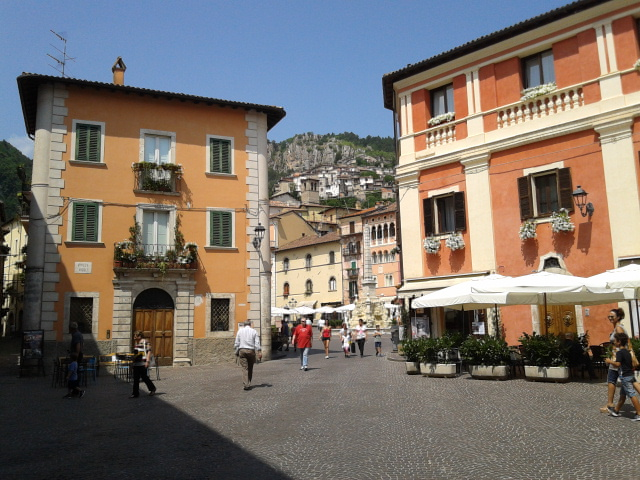
Scorcio di Piazza Argoli e ingresso all'obelisco

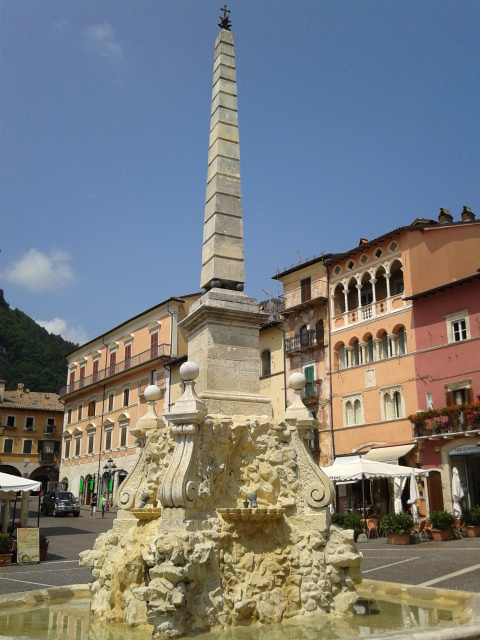
L'obelisco

Giungendo da Porta da Piedi, si accede a Piazza Argoli, da questa si poteva sostare attendendo di accedere alla piazza grande, oppure si potevano imboccare due strade esterne che garantivano l'attraversamento del quartiere senza interferire con le attività della piazza. Altra particolarità di Piazza Obelisco è la pendenza marcata nella direzione dell'asse viario maggiore, che garantiva un efficiente smaltimento delle acque, in modo da contenere i problemi di salubrità e igiene pubblica degli spazi commerciali. La tipologia ricorrente sui fronti della piazza era rappresentata da edifici a schiera, con lotti stretti e allungati che spesso avevano l'accesso ai piani superiori sul fronte opposto alla piazza; ma l'esigenza per le nuove famiglie del XVI-XVII secolo, di realizzare un edificio di rappresentanza sulla piazza, venne soddisfatta raramente mediante la demolizione e ricostruzione delle vecchie case, ma semplicemente con tamponatura dei portici, operazioni di sopraelevazione, o con la realizzazione di una  nuova facciata che dava un aspetto unitario alla proprietà dei signori, celando la frammentarietà dei corpi di fabbrica posti in zona retrostante.
Gli interventi sulle cortine edilizie mutano l'aspetto dei fronti, dal XVII secolo cominciano ad assumere caratteristiche tipiche delle quinte della piazza, promuovendo la sistemazione dello slargo alle soglie dell'Ottocento, livellando il piano di calpestio con la realizzazione del marciapiede sul fronte occidentale, e collegando quest'ultimo alla piazza per mezzo di una serie di gradini. Con i lavori di livellamento, si realizza per la prima volta la pavimentazione a selciato, il cui disegno segue lo schema ottagonale imposto dalla fontana dell'Obelisco, realizzata agli inizi del XIX secolo, ispirandosi alla Fontana del Bernini.

### Piazza Duca degli Abruzzi
Si tratta di un ampio piazzale quadrato, posto oltre il sagrato della chiesa dell'Annunziata, fuori Porta dei Marsi, includendo il tracciato stradale moderno di via Duca degli Abruzzi a sud, presso Largo del Popolo con la porta medievale, via Aldo Moro, a poca distanza dalla chiesa dell'Annunziata, e a nord viale Guglielmo Marconi. Il piazzale è stato realizzato con un parco pubblico di alti pini (detto Parco della Rimembranza), al cui centro sorge il Monumento ai Caduti della Grande Guerra (1924). Il monumento è un gruppo scultoreo marmoreo poggiante su un piedistallo, rappresentante l'allegoria della Vittoria sui nemici, reggente in mano un ramoscello d'alloro; la statua è posta davanti a tre figure nude di giovani alla greca: i due laterali sono di spalle, e sorreggono l'altare della "vittoria" con le spalle, mentre il terzo centrale è sorretto esanime dalla mano della Vittoria, a simboleggiare i figli caduti in battaglia per la patria.